# Hjalmar Johansen
Ne doit pas être confondu avec Hjalmar Peter Johansen.
Pour les articles homonymes, voir Johansen.
Fredrik Hjalmar Johansen, né le 15 mai 1867 à Skien et mort le 9 janvier 1913 à Oslo, est un gymnaste et explorateur polaire norvégien. Peu connu du grand public avant sa réhabilitation dans les années 1990, il est désormais considéré comme l'un des grands explorateurs polaires norvégiens à l'instar de Fridtjof Nansen et Roald Amundsen.

## Biographie

### Jeunesse
Né à Skien, dans le comté de Telemark, il est le deuxième fils d'une famille de cinq enfants. Son père est un fermier et pousse le jeune Johansen à tenter une académie militaire, bien que Johansen préfère devenir avocat et fréquente l'Université du Roi Frédérick, pour étudier le droit à Christiania (aujourd'hui Oslo). Cependant, il obtient des résultats médiocres. À l'âge de 21 ans, son père meurt, le poussant à quitter l'école de droit. Il travaille ensuite brièvement dans un bureau, et se fait remarquer comme un bon athlète, excellent skieur et gymnaste. En gymnastique, il devient champion de Norvège en 1885 à  Fredrikshald et champion du monde en 1889 à Paris.
Hjalmar Johansen est donc l'un des gymnastes les plus connus de Norvège,. Il est donc physiquement parfait pour la rigueur des expéditions polaires.

### Expédition Fram

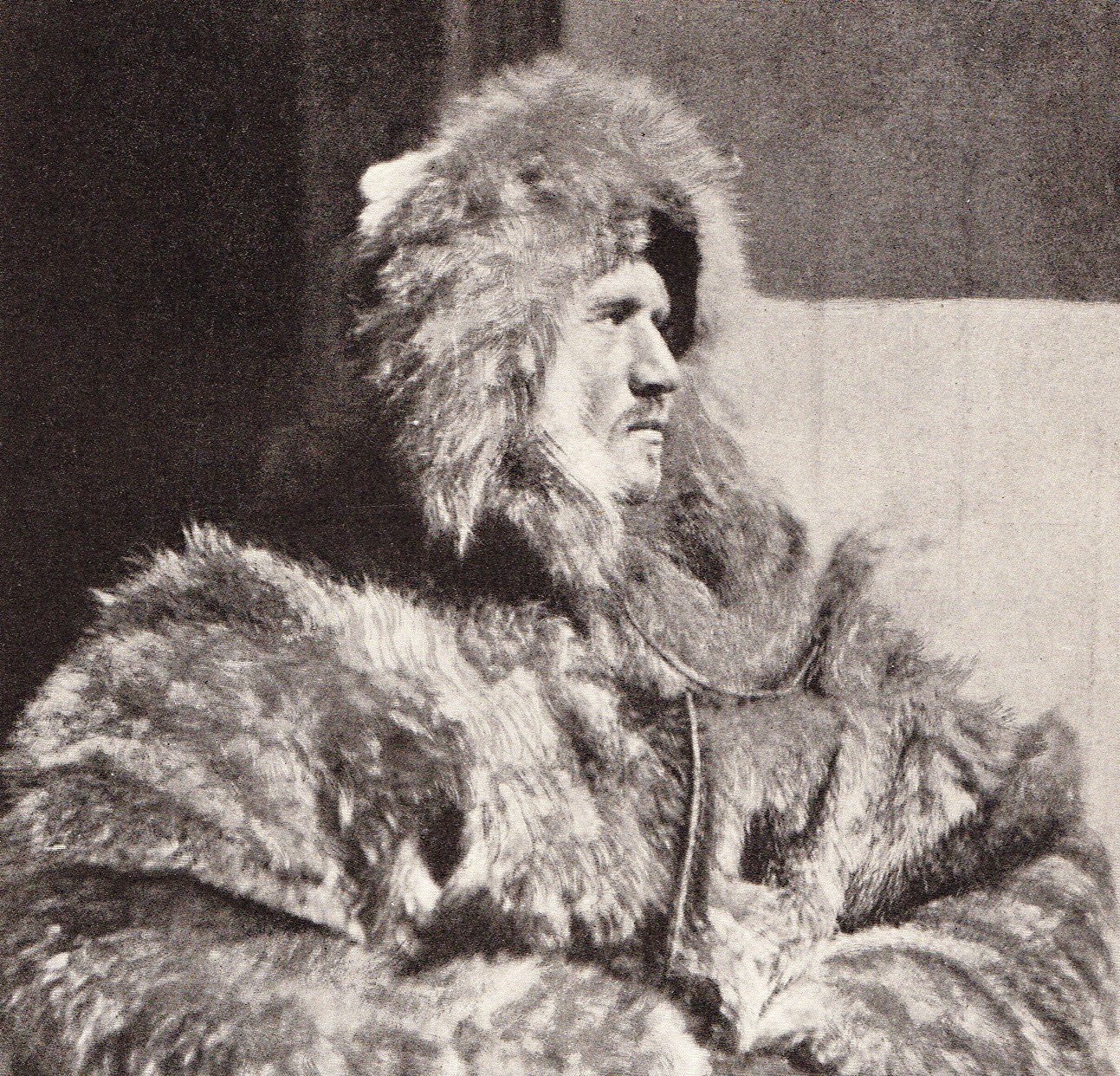
Hjalmar Johansen.

En 1893 il postule pour l'expédition Fram de Fridtjof Nansen. La concurrence pour les places disponibles est telle que bien qu'étant lieutenant réserviste de l'armée et expert musher, il est obligé de signer en tant que simple chauffeur du navire.
Au cours de cette expédition, les deux hommes tentent de rejoindre à ski le pôle Nord. Malgré leur échec dans l'atteinte du pôle, en 1895, ils atteignent la latitude 86°14'N, établissant un nouveau record.
À cause d'une progression trop lente, Nansen et lui décident d'hiverner dans l'archipel François-Joseph,. Le 17 juin 1896, Nansen rencontre par hasard Frederick George Jackson, l'un des chefs de l'expédition Jackson-Harmsworth. Jackson apporte son soutien et mène les hommes à son campement au cap Flora qu'ils atteignent le 17 juin. Là, ils rencontrent notamment William Speirs Bruce. Nansen et Johansen sont ramenés dans le navire de l'expédition Jackson, le Windward et arrivent peu après à Vardø. Nansen et Johansen entrent ensuite dans le port de Tromsø où ils rejoignent leurs anciens camarades du Fram pour d'émouvantes retrouvailles.
Pendant son trajet vers le sud, le Fram est accueilli triomphalement dans chaque port. Escorté à son entrée dans le port par une escadre de navires de guerre, le Fram accoste finalement à Christiania le 9 septembre, où il est accueilli par des milliers de personnes - le plus grand rassemblement que la ville ait connu, selon Huntford. Nansen et son équipage sont reçus par le roi Oscar. Sur le chemin de la réception, ils passent sous un arc de triomphe formé de 200 gymnastes. Nansen et sa famille sont hébergés au palais royal en tant qu'hôtes de marque ; au contraire, Johansen est largement négligé et écrit à ce propos dans son journal qu'« après tout, la vie réelle n'est pas aussi formidable que je me l'imaginais durant notre périple ». Hjalmar Johansen ne réussira jamais à se réinsérer dans la vie normale. Après des années de dérive, il accumule les dettes et tombe dans l'alcoolisme.

### Expédition antarctique belge
Il ne doit pas être confondu avec Ludvig-Hjalmar Johansen qui participe à l'expédition antarctique belge comme marin entre 1897 et 1899.

### L'alcoolisme
Johansen est promu capitaine dans l'infanterie, mais son penchant pour l'alcool le fait finalement quitter l'armée. Surmontant son problème, il reste de 1907 à 1909 au Svalbard.

### Expédition Amundsen

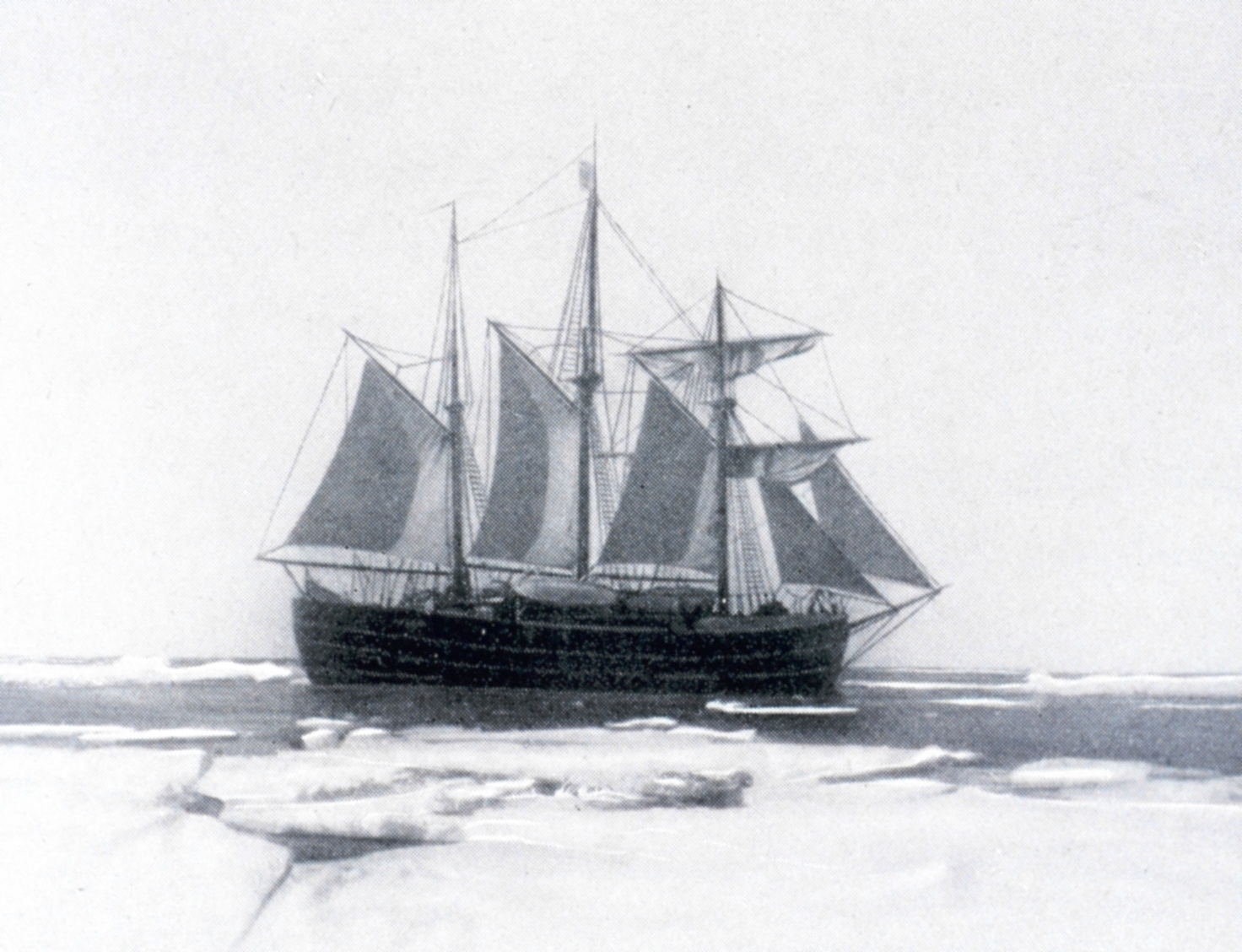
Le Fram en Antarctique.

Grâce à l'influence de Nansen, il lui est offert de se joindre à l'expédition de Roald Amundsen au pôle Sud en 1910. Accepté malgré les réserves d'Amundsen concernant son alcoolisme, il se querelle violemment avec Amundsen au camp de base de l'expédition à propos du départ trop anticipé pour le pôle Sud, ce qui amène l'expédition à faire demi-tour. Il aide Kristian Prestrud qu'il sauve du froid. Il est exclu de l'équipe qui se lance dans la seconde tentative vers le pôle, qui sera cette fois-ci réussie.
Il entre alors en dépression et se suicide moins d'un an après son retour de l'Antarctique le 9 janvier 1913 à Oslo.

## Postérité et réhabilitation
Le pic Johansen en Antarctique est nommé en sa mémoire.
Resté peu connu du grand public, son œuvre est réhabilitée dans les années 1990.
Dans le film historique et biographique norvégien Voyage au bout de la Terre (Amundsen), réalisé par Espen Sandberg et sorti en 2019, son rôle est interprété par Fridtjov Såheim.